# 日本農業遺産
日本農業遺産（にほんのうぎょういさん）は、国連食糧農業機関（FAO）による世界農業遺産（GIAHS）に対し、その国内版として農林水産省が制定した制度である。2016年度に初となる候補地公募と一回目の選定を行った。

## 選定基準
世界農業遺産同様、1.遺産登録後も農業従事者・土地所有者の生計の保障があること、2.生物多様性があること、3.伝統的な農法が継承されていること、4.農業に関連する文化が伴うこと、5.遺産価値を証明する土地利用があること。これに加え日本独自に6.災害時に対する回復力があること、7.農業法人やNPOなど多様な主体の参加が見込まれること、8. 6次産業の推進が盛り込まれた。
条件として、概ね100年以上継続する伝統産業である必要があり、同一産業圏を擁する隣接する複数自治体による広域申請も推奨する。

## 目的
国内農業は高齢化により後継者不足から耕作放棄地や限界集落が増え、結果として農業景観も失われつつあり、その保護も目的とする。
また、環太平洋戦略的経済連携協定（TPP）農業分野や、アベノミクス・地方創生に伴う「攻めの農業」を展開する目的からも、農作物のブランド化の必要性が高まったことをうけての措置でもある。

## 登録地
選定作業は2年毎（西暦偶数年）に行われる。

### 2016年度

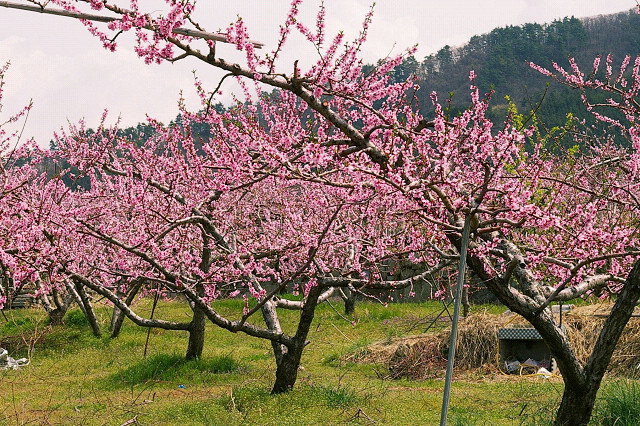
笛吹市の桃園
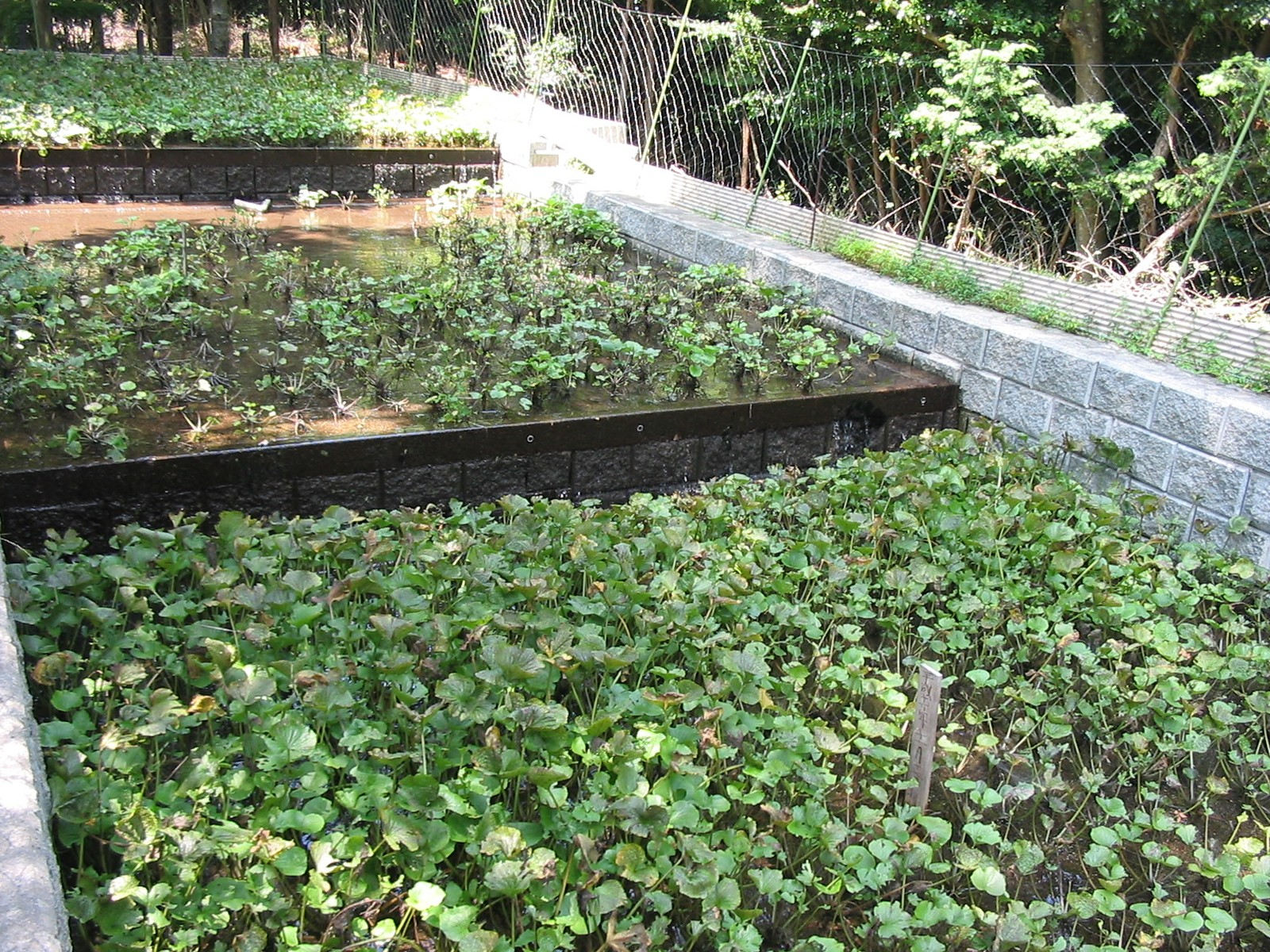
伊豆のわさび畑
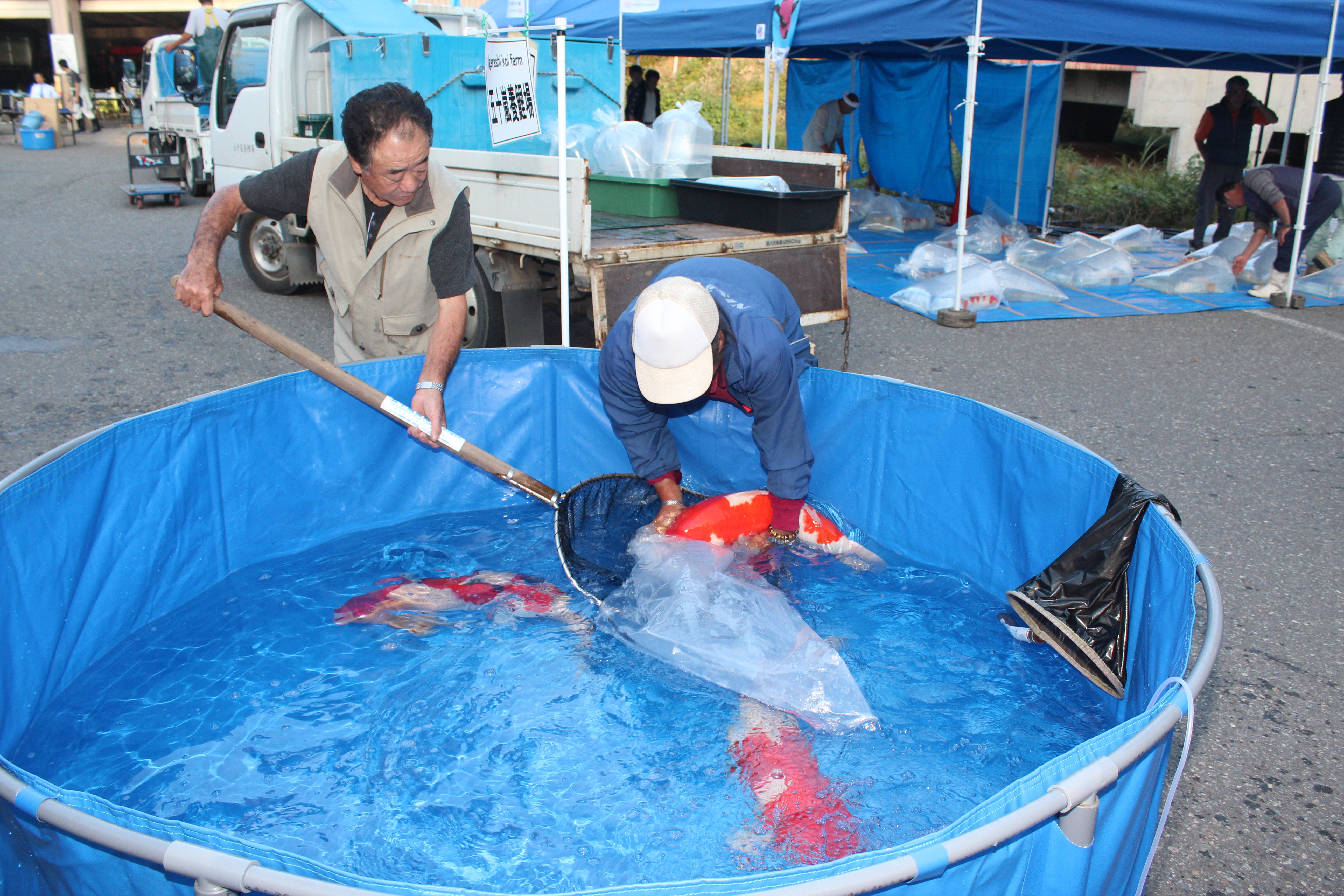
山古志の錦鯉
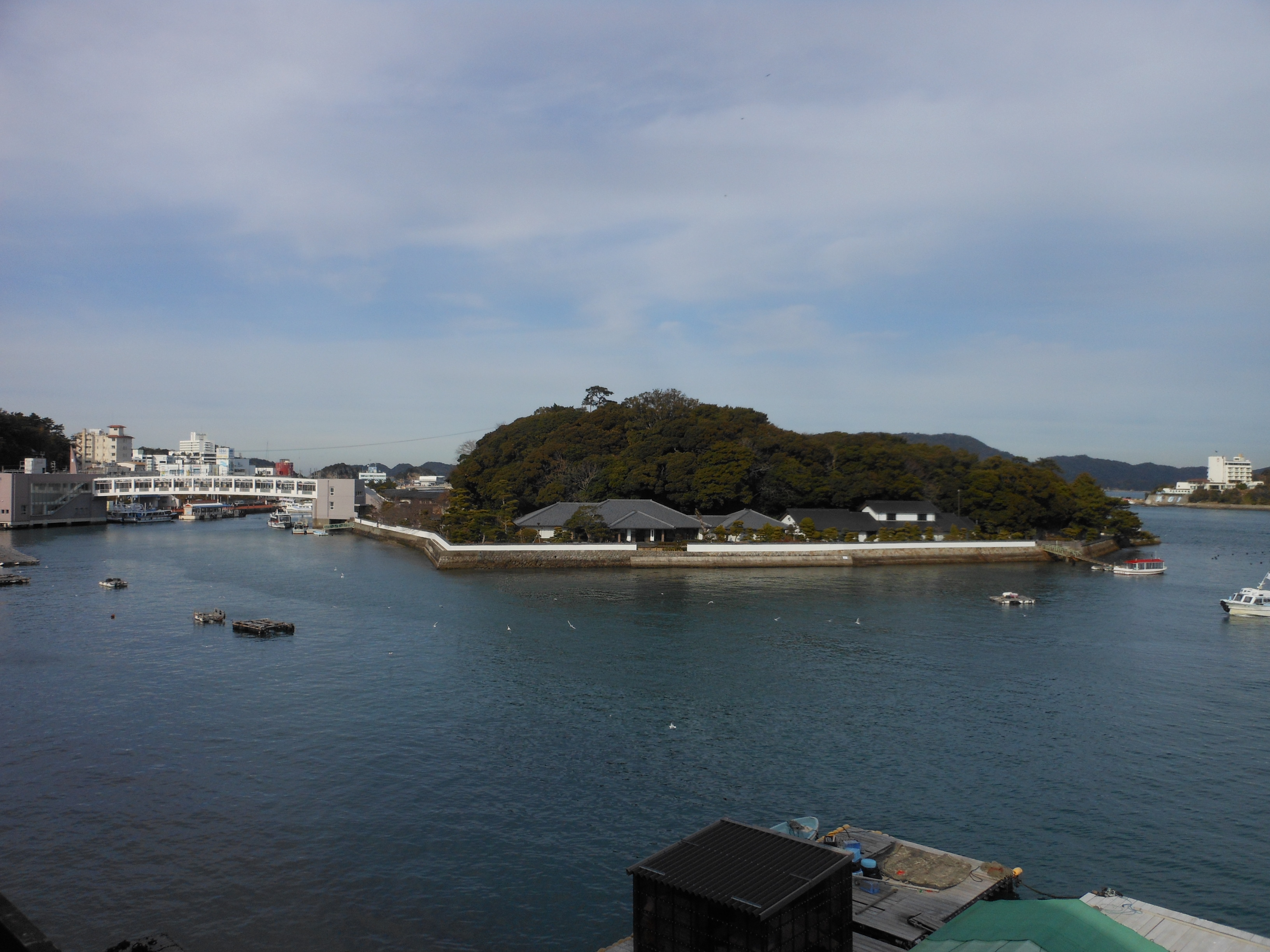
ミキモト真珠島

- 宮城県大崎地域（大崎市・色麻町・加美町・涌谷町・美里町：「持続可能な水田農業を支える『大崎耕土』の伝統的水管理システム」（大崎地域世界農業遺産推進協議会）
- 埼玉県武蔵野地域（川越市・所沢市・ふじみ野市・三芳町）：「武蔵野の落ち葉堆肥農法」（武蔵野の落ち葉堆肥農法 世界農業遺産推進協議会）
- 山梨県峡東地域（山梨市・笛吹市・甲州市）：「盆地に適応した山梨の複合的果樹システム」（峡東地域世界農業遺産推進協議会）[註 1]
- 静岡県わさび栽培地域（静岡市・浜松市・富士宮市・御殿場市・下田市・伊豆市・東伊豆町・河津町・松崎町・西伊豆町・小山町）：「静岡水わさびの伝統栽培-発祥の地が伝える人とわさびの歴史-」（静岡わさび農業遺産推進協議会）
- 新潟県中越地域（長岡市・小千谷市）：「雪の恵みを活かした稲作・養鯉システム」（長岡・小千谷「錦鯉発祥の地」活性化推進協議会）
- 三重県鳥羽・志摩地域（鳥羽市・志摩市）：「鳥羽・志摩の海女漁業と真珠養殖業-持続的漁業を実現する里海システム-」（海女振興協議会、三重県真珠振興協議会）[4]
- 三重県尾鷲地域（尾鷲市・紀北町）：「急峻な地形と日本有数の多雨が生み出す尾鷲ヒノキ林業」（尾鷲林政推進協議会）
- 徳島県にし阿波地域（美馬市・三好市・つるぎ町・東みよし町）：「にし阿波の傾斜地農耕システム」（徳島剣山世界農業遺産推進協議会）

### 2018年度

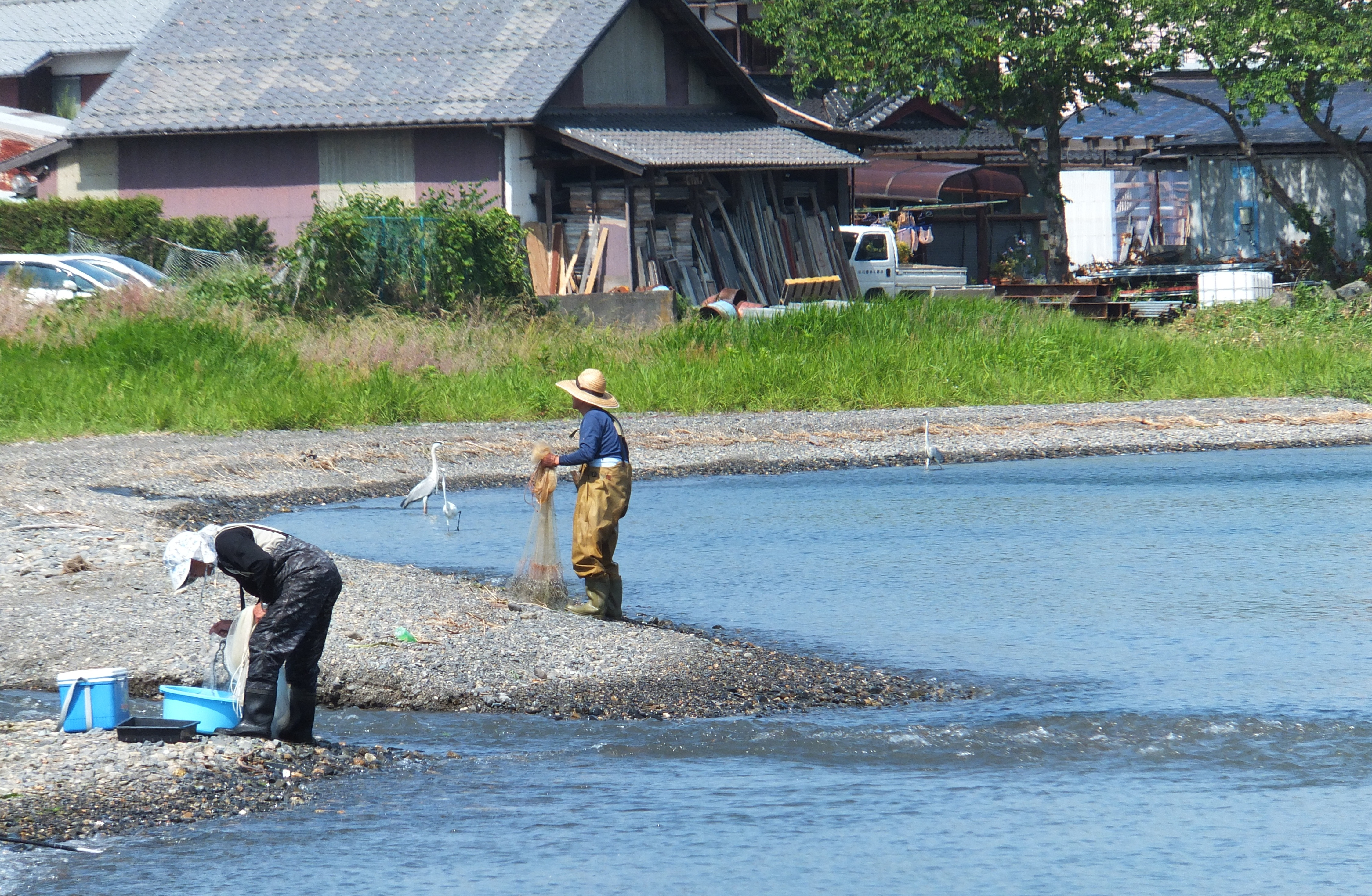
琵琶湖での漁
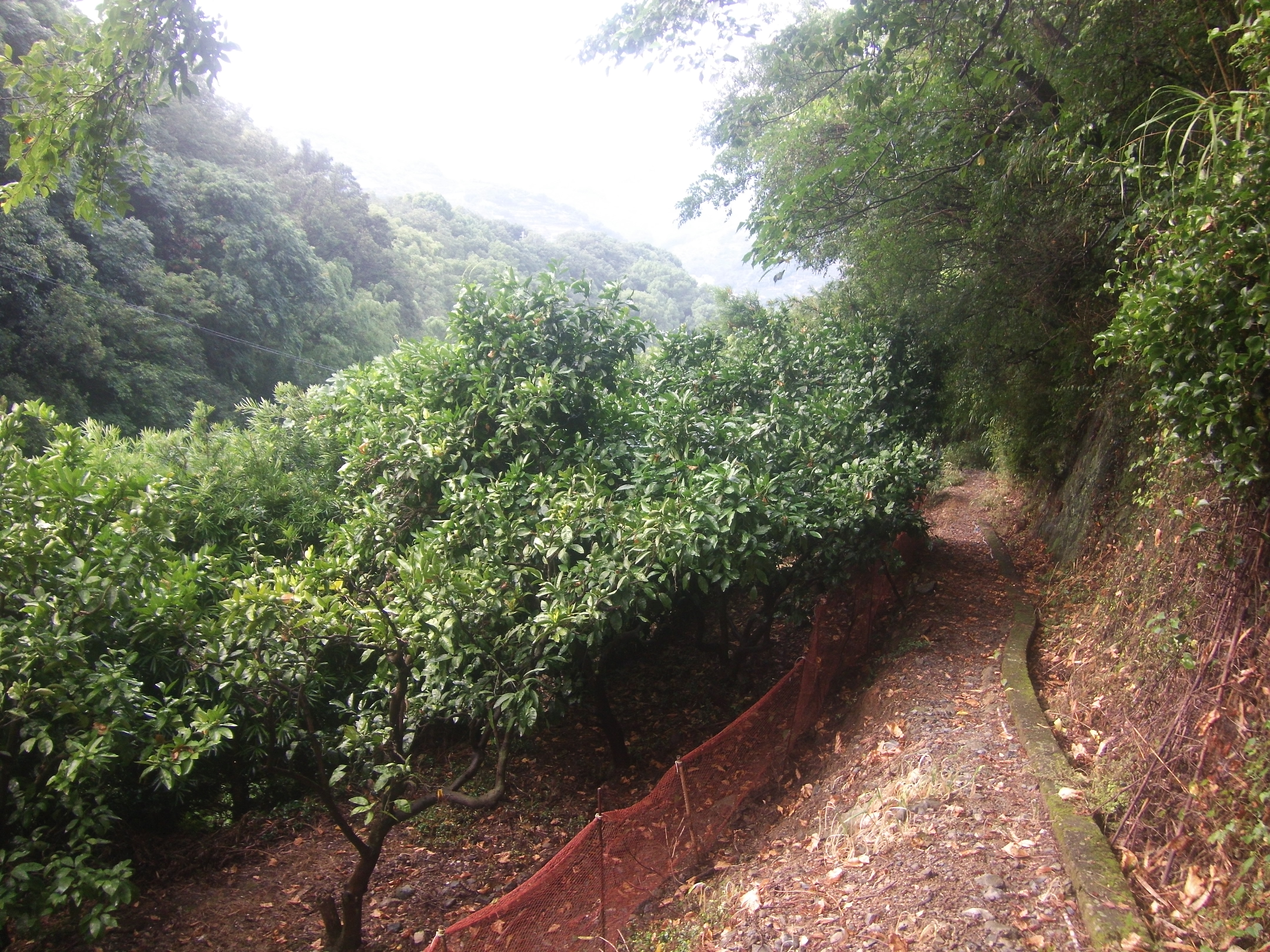
海南市のみかん畑
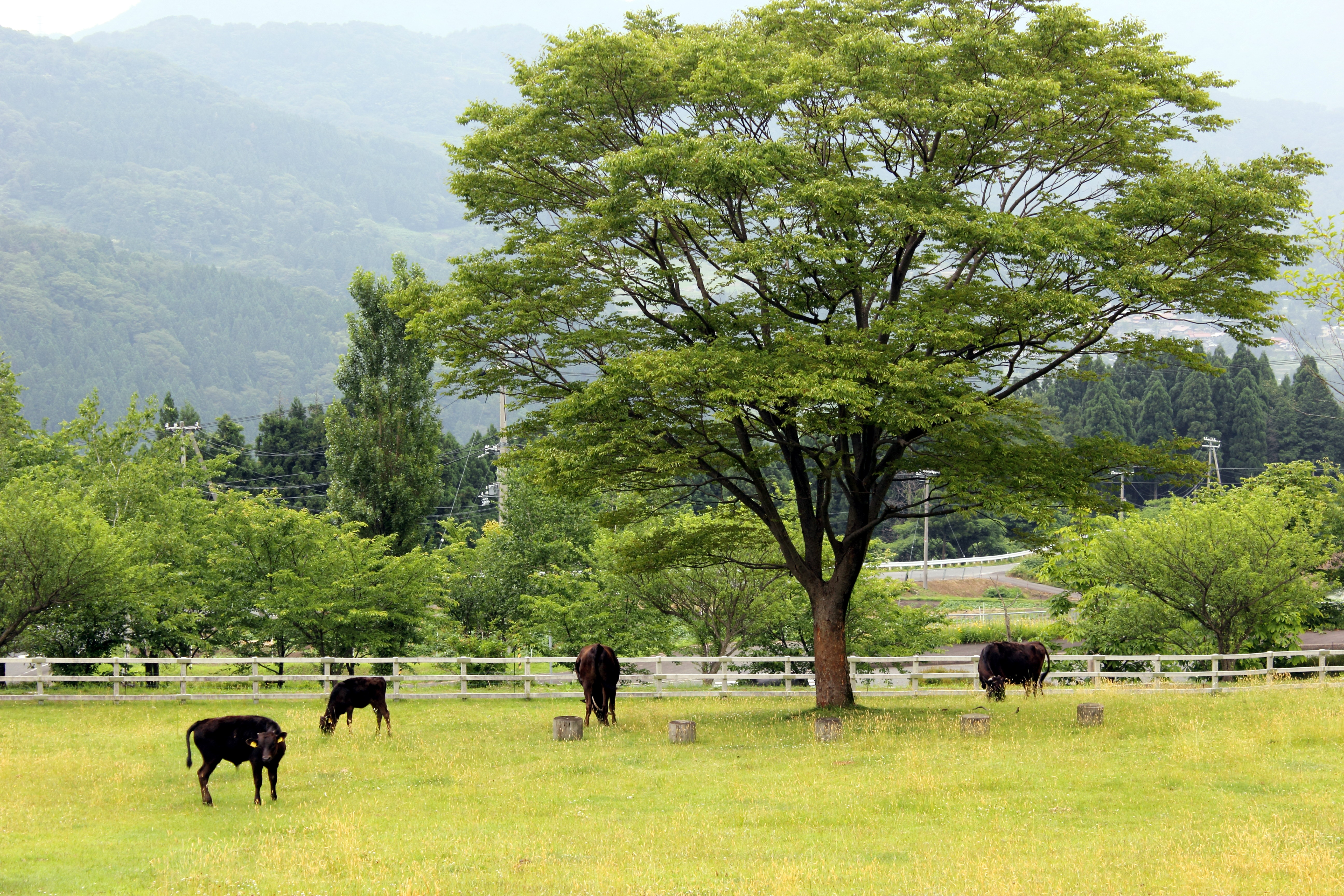
但馬牛の牧場
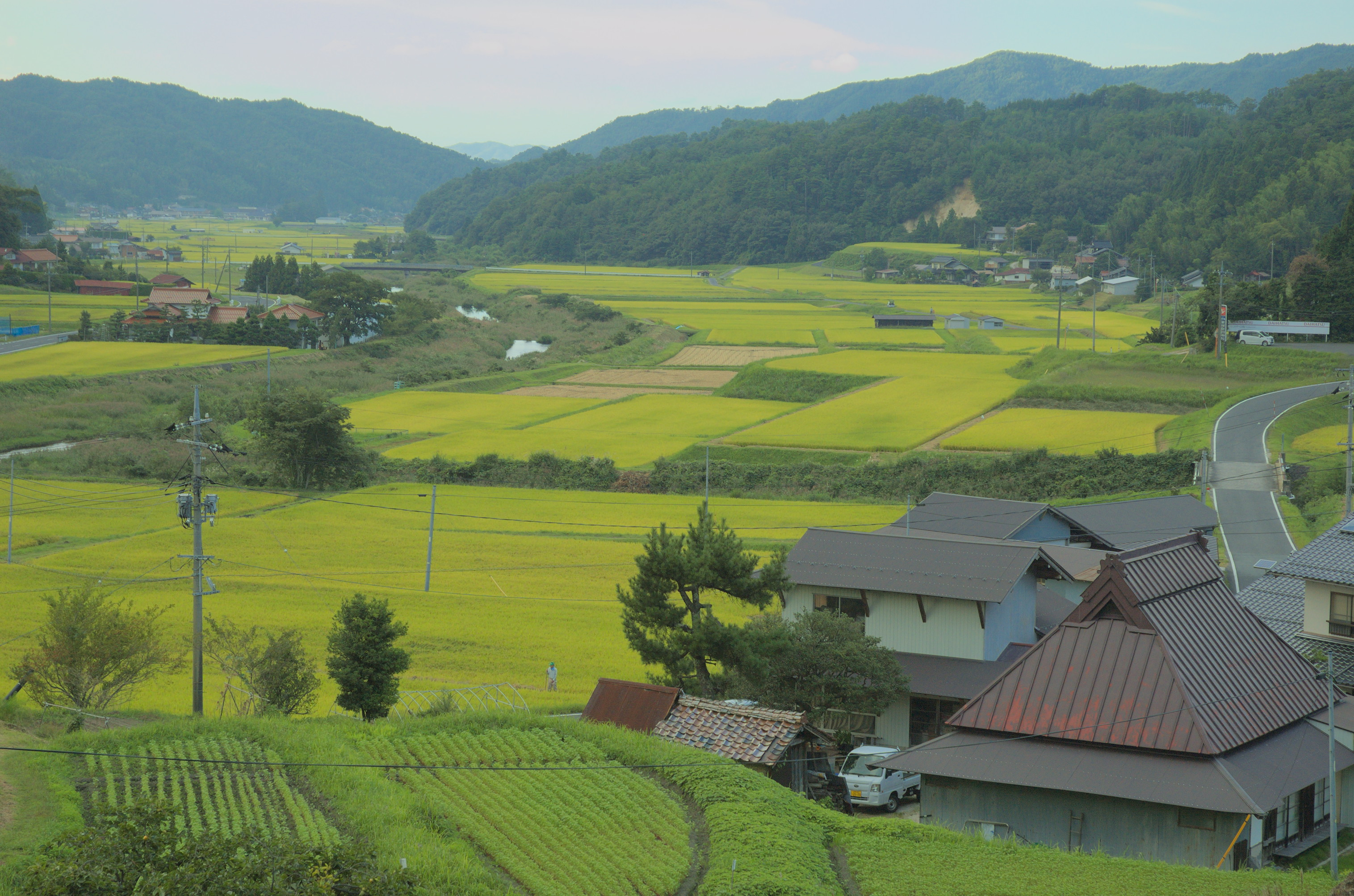
奥出雲たたら由来の田

- 山形県最上川流域（山形市・米沢市・酒田市・天童市・山辺町・中山町・河北町・白鷹町）:「歴史と伝統がつなぐ山形の『最上紅花』~日本で唯一、世界でも稀有な紅花生産・染色用加工システム~」（山形県紅花振興協議会）
- 福井県三方五湖地域（美浜町・若狭町）：「三方五湖の汽水湖沼群漁業システム」（三方五湖世界農業遺産推進協議会）
- 滋賀県琵琶湖地域：「森・里・湖（うみ）に育まれる漁業と農業が織りなす琵琶湖システム」（琵琶湖と共生する滋賀の農林水産業推進協議会）[註 2]
- 兵庫県兵庫美方地域（香美町・新温泉町）:「兵庫美方地域の但馬牛システム」（「美方郡産但馬牛」世界・日本農業遺産推進協議会）
- 和歌山県海南市下津地域:「下津蔵出しみかんシステム」（下津蔵出しみかんシステム日本農業遺産推進協議会）
- 島根県奥出雲地域（奥出雲町）:「たたら製鉄に由来する奥出雲の資源循環型農業」（奥出雲町農業遺産推進協議会）[註 3]
- 愛媛県南予地域（宇和島市・八幡浜市・西予市・伊方町・愛南町）:「愛媛・南予の柑橘農業システム」（愛媛県南予地域農業遺産推進協議会）[註 4]

### 2020年度

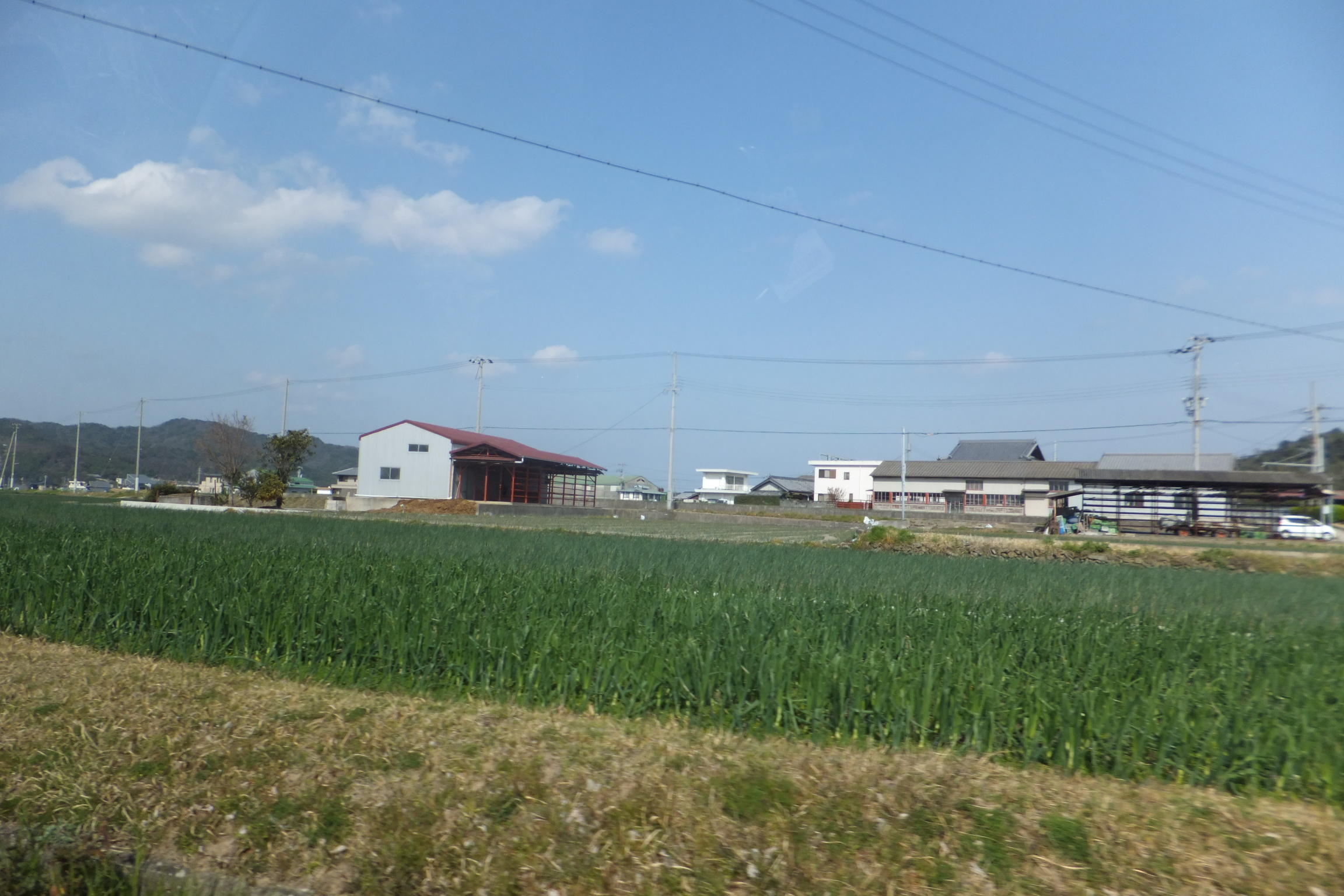
南あわじの玉葱畑
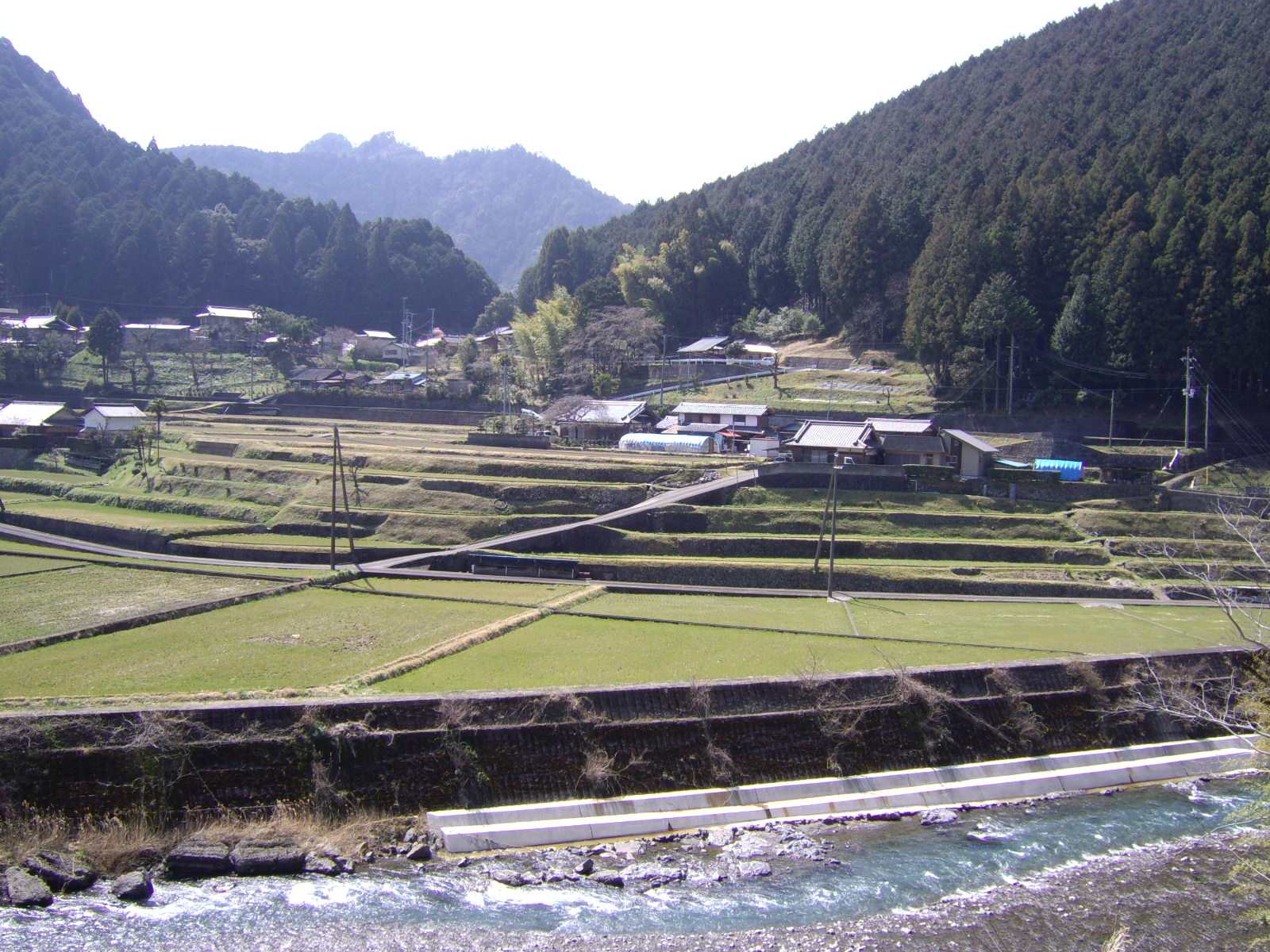
清水地区を流れる有田川

- 富山県氷見地域（氷見市）:「氷見の持続可能な定置網漁法」（氷見農業遺産推進協議会）
- 兵庫県丹波篠山地域（丹波篠山市）:「丹波篠山の黒大豆栽培 ~ムラが支える優良種子と家族農業~」
- 兵庫県南あわじ地域（南あわじ市）:「南あわじにおける水稲・たまねぎ・畜産の生産循環システム」
- 和歌山県高野・花園・清水地域（高野町・かつらぎ町・有田川町）:「聖地 高野山と有田川上流域を結ぶ持続的農林業システム」[註 5][註 6]
- 和歌山県有田地域（有田市・有田川町）:「みかん栽培の礎を築いた有田みかんシステム」
- 宮崎県日南市:「造船材を産出した飫肥（おび）林業と結びつく『日南かつお一本釣り漁法』」（日南市かつお一本釣り漁業遺産認定推進協議会）
- 宮崎県田野・清武地域（宮崎市）:「宮崎の太陽と風が育む『干し野菜』と露地畑作の高度利用システム」（田野・清武地域日本農業遺産推進協議会）

### 2022年度

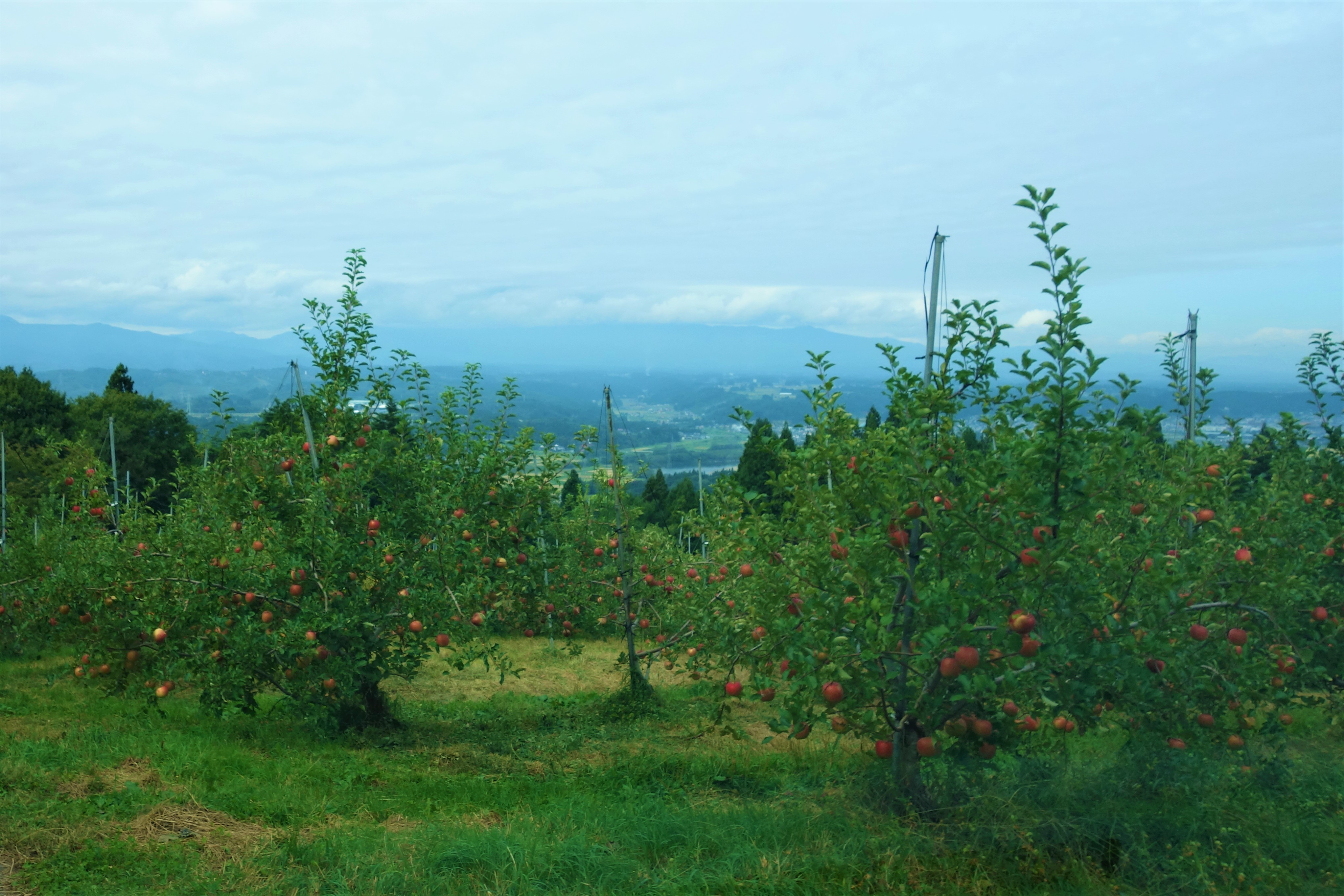
束稲山麓での林檎栽培
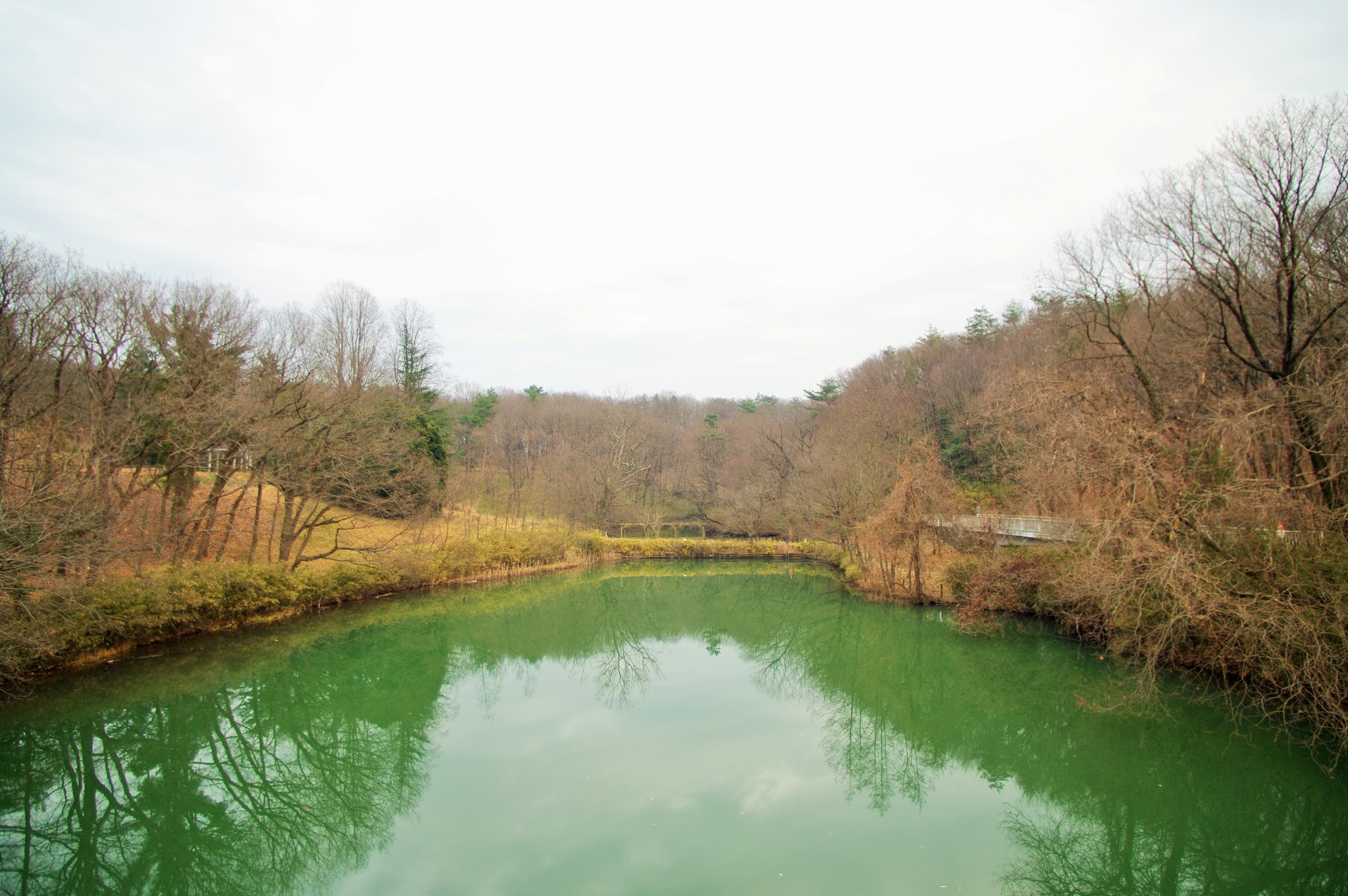
武蔵丘陵の谷津沼（国営武蔵丘陵森林公園）

- 岩手県束稲山山麓地域（一関市・平泉町）:「束稲山麓地域の災害リスク分散型土地利用システム」
- 埼玉県比企丘陵地域（滑川町・東松山市・熊谷市・嵐山町・小川町・吉見町・寄居町）:「比企丘陵の天水を利用した谷津沼農業システム」

### 2024年度

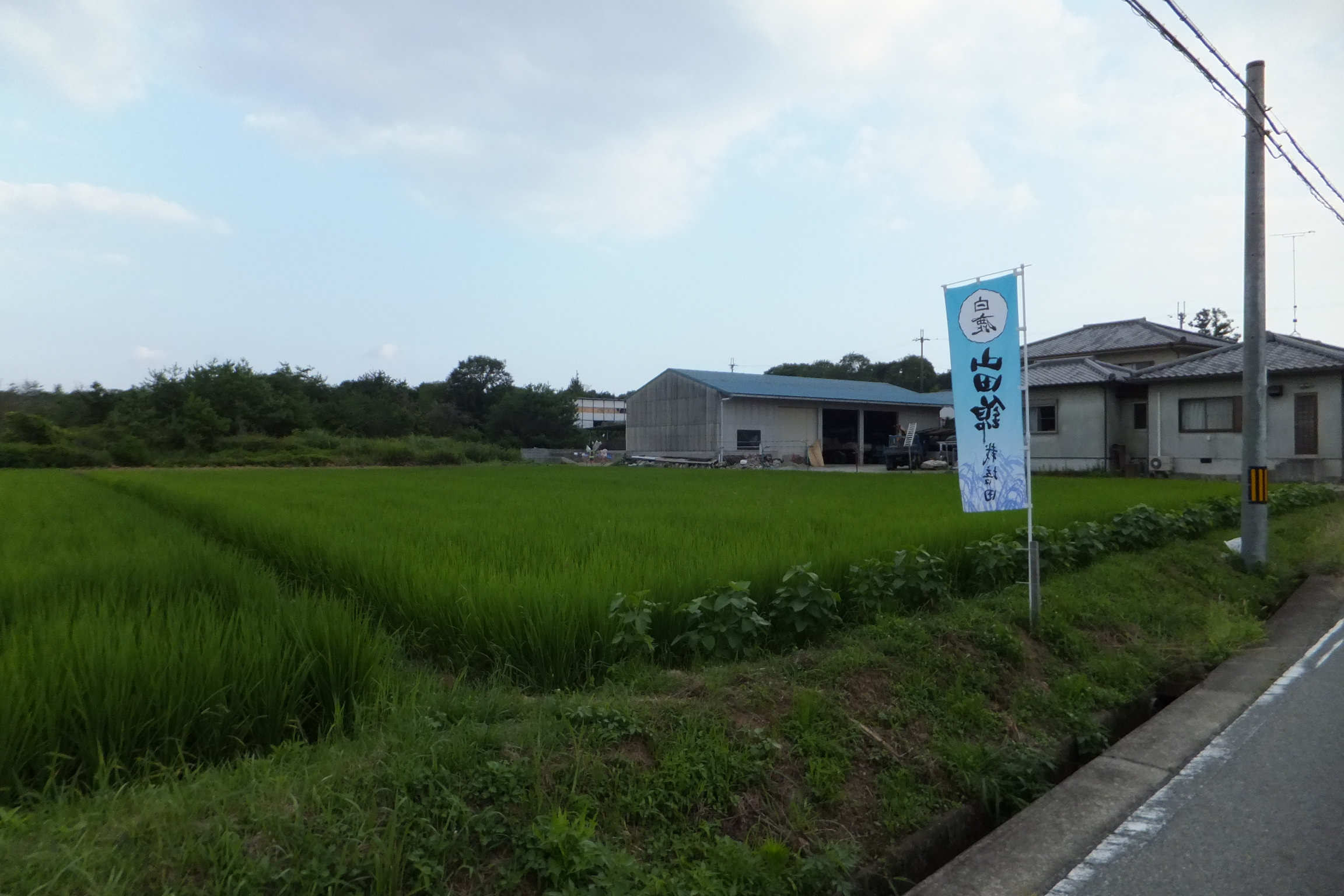
山田錦栽培地（小野市）

- 兵庫県北播磨・六甲山北部地域（三木市・加東市・小野市・加西市・西脇市・多可町・神戸市・三田市・猪名川町）:「兵庫の酒米「山田錦」生産システム」
- 兵庫県朝来地域（朝来市）:「岩津ねぎを核とした資源循環型農業システム ＝伝統種子の継承と地域連携による里地里山保全＝」
- 徳島県県南地域（阿南市・美波町・牟岐町・海陽町）:「みなみ阿波の樵木林業システム －照葉樹林に育まれた里山、里海の物語－」／※林業遺産認定
- 沖縄県多良間地域（多良間村）:「琉球王国時代の「抱護（ポーグ）」が育む多良間島の持続的島嶼農業システム」／※林業遺産認定、抱護については中国語版ウィキペディアの風水林参照

## 世界農業遺産への発展
日本農業遺産の中から、世界農業遺産へと発展したものがある。なお、世界農業遺産認定に際し名称が変更されたものがある。
「大崎耕土の巧みな水管理による水田農業システム（Osaki Kôdo's Traditional Water Management System for Sustainable Paddy Agriculture）」2017年
「静岡水わさびの伝統栽培（Traditional wasabi cultivation in Shizuoka）」2018年
「にし阿波の傾斜地農耕システム（Nishi-awa steep slope land agriculture system）」2018年
「琵琶湖システム（Biwa lake to land integrated system）」2022年
「山梨県峡東地域の果実栽培システム（Fruit Cultivation System in Kyoutou Region, Yamanashi, Japan）」2022年
「武蔵野の落ち葉堆肥農法（Leaf compost Farming method, Musashino, Saitama）」2023年
「美方地方の但馬牛(神戸ビーフ)システム（Tajima Beef Cattle, Mikata, Hyōgo）」2023年

## 広報
世界農業遺産も含め知名度が低いことから、新型コロナウイルス感染症の流行後（アフターコロナ）のアグリツーリズム・グリーンツーリズムの対象地として活用すべく、農水省が宣伝のための予算を計上した。

## 関連事業
農林水産省では同時に食と農の景勝地認定制度も進めている。

## 註釈
1. ↑  同じ範囲、同じ条件で「葡萄畑が織りなす風景－山梨県峡東地域」の名称で2018年に日本遺産に認定された
2. ↑  琵琶湖の一次産業に係る水辺は、「近江八幡の水郷」・「高島市海津・西浜・知内の水辺景観」・「高島市針江・霜降の水辺景観」・「大溝の水辺景観」・「菅浦の湖岸集落景観」・「伊庭内湖の農村景観」として文化財保護法の重要文化的景観にも選定されている
3. ↑  たたら製鉄に由来する棚田は「奥出雲たたら製鉄及び棚田の文化的景観」として重要文化的景観に選定されている
4. ↑  愛媛・南予の柑橘農業システムには、重要文化的景観選定の「遊子水荷浦の段畑」と「宇和海狩浜の段畑」が含まれている
5. ↑  高野地域は木造寺院建材用育林（高野六木制）と傾斜地での仏花栽培で、それらは世界遺産「紀伊山地の霊場と参詣道」の高野山域における緩衝地帯となっている
6. ↑  清水地区は「蘭島および三田・清水の農山村景観」として文化財保護法の重要文化的景観にも選定されている